# Arsenda de Carcassona
Arsenda de Carcassona o Arsenda de Roergue (ca. 920 - ca. 970) fou comtessa de Carcassona i Rasès (comtat de Roergue) (934).

## Orígens familiars
Única filla del comte Acfred I d'Aquitània.

## Ascens al tron comtal
A la mort del seu cosí Acfred II de Carcassona sense fills, Arsenda rebé el tron comtal en ser neta del comte Acfred I de Carcassona.
Aquell mateix any renuncià al comtat en favor del seu espòs Arnau I de Comenge, el qual reuní sota el seu domini els comtats de Comenge, Carcassona i Rasès. D'aquesta unió nasqueren:
- Roger I de Carcassona (?-1011), comte de Comenge, Coserans i comte de Carcassona,
- Odó I de Rasès, comte de Rasès
- Ramon I de Comenge (?-979), comte de Comenge
- Lluís de Comenge
- Garcia I d'Aura, comte d'Aura
- Ameli Simplici de Comenge (?-997), comte de Comenge